# Kollapur, Byadgi
Kollapur là một làng thuộc tehsil Byadgi, huyện Haveri, bang Karnataka, Ấn Độ.